# José Berges
José Timoteo de la Paz Berges Villaalta (Asunción, Paraguay, 21 de agosto de 1814 - Potrero Mármol, 21 de diciembre de 1868) fue un diplomático paraguayo, ministro de relaciones exteriores del presidente Francisco Solano López durante gran parte de la Guerra de la Triple Alianza.

## Biografía
Se incorporó al cuerpo diplomático de su país en 1851. 
Su primera misión fue a Paraná y Montevideo, a firmar una alianza con el Brasil, el general Urquiza, gobernador de Entre Ríos, el gobernador de Corrientes Benjamín Virasoro y el gobierno de Montevideo. Visitó a Urquiza en Gualeguaychú y al mariscal Caxias en Colonia. En Montevideo se informó por medio del embajador João Carneiro Leão, autor de buena parte de la alianza, y con José Mármol. El presidente López deseaba la caída de Juan Manuel de Rosas en Buenos Aires debido a que éste no aceptaba la independencia del Paraguay y a la interrupción del tráfico fluvial a través del río Paraná impuesto por el gobernador de la Provincia de Buenos Aires. De todos modos, el Paraguay no participó la caída de Rosas.

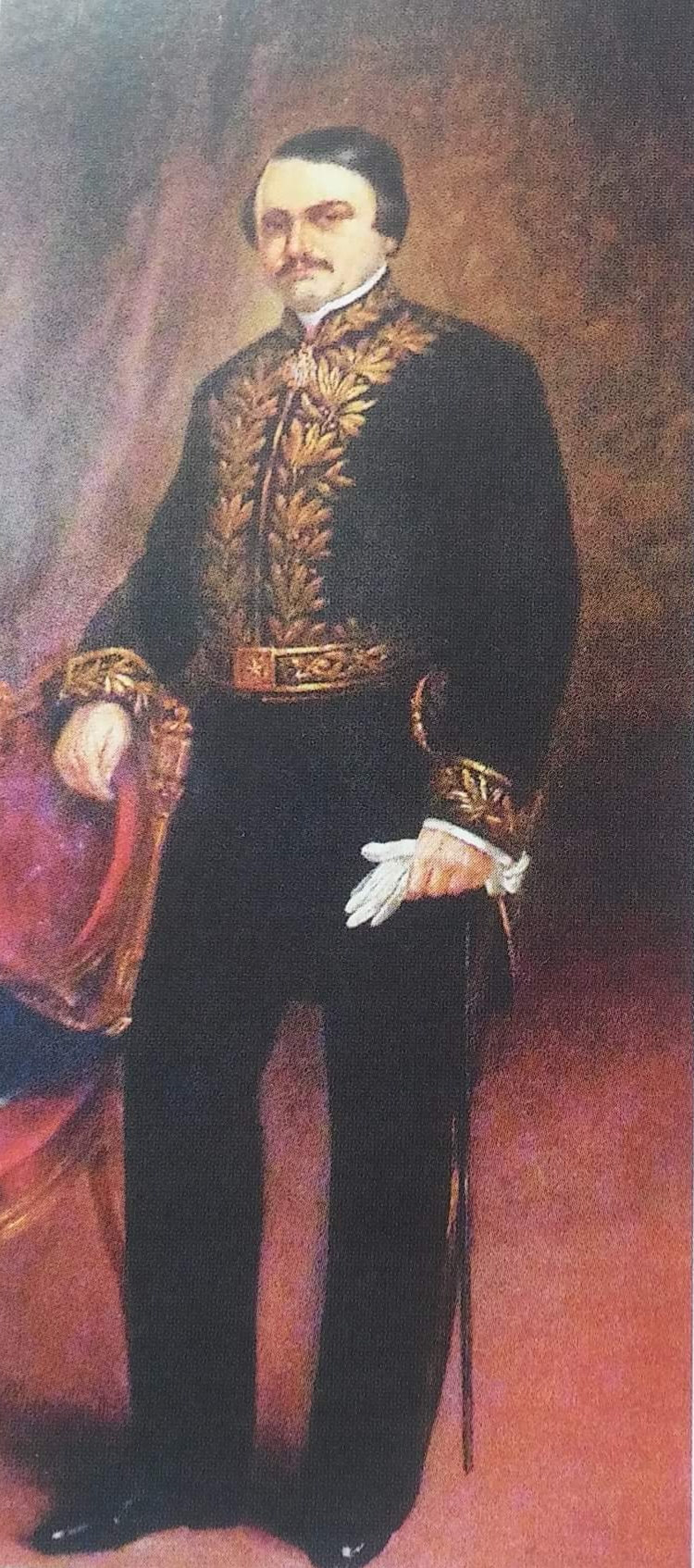
José Berges.

En 1855 viajó a Río de Janeiro a firmar un tratado de límites con el Imperio del Brasil, pero solo logró la firma de un protocolo en que el Paraguay cedía una parte de sus pretensiones en el Mato Grosso, aunque el Imperio se seguía negando a ceder en nada sus pretensiones territoriales.
Fue embajador en Estados Unidos durante el conflicto causado por el capitán estadounidense Thomas Jefferson Page. Los Estados Unidos enviaron una expedición naval a Asunción, que chocó con la estrategia diplomática de López, que dio largas a las discusiones hasta obligar a Page – que comandaba esa expedición – a reconocer algún gesto del Paraguay. Por mediación del presidente argentino Urquiza se formó un tribunal de arbitraje de dos miembros, uno estadounidense y el otro paraguayo; este último era Berges. Tras varios meses de intercambio de notas, los Estados Unidos se consideraron satisfechos con una simple nota del presidente López.
A la muerte del presidente Carlos López, su hijo Francisco Solano López lo nombró ministro de relaciones exteriores del Paraguay. Cuando se produjo la invasión al Uruguay del general Venancio Flores, el ministro se limitó a solicitar al presidente argentino Bartolomé Mitre que se mantuviera neutral. El presidente anunció su neutralidad, pero las fuerzas de Flores se aprovisionaron en Buenos Aires con apoyo de al menos dos ministros de Mitre.
A mediados de 1864 se inició una serie de amenazas del Imperio del Brasil al presidente uruguayo Bernardo Berro, ante lo cual Berges exigió el día 30 de agosto que el Imperio no quebrara el "equilibrio en la cuenca del Plata" interviniendo en el conflicto uruguayo; esa fue la llamada protesta del 30 de agosto. La invasión brasileña que siguió llevó al presidente López a declarar la guerra al Imperio a fines de 1864. Curiosamente, en lugar de marchar inmediatamente a defender al gobierno uruguayo, López inició la Campaña del Mato Grosso, provincia brasileña que fue ocupada rápidamente y casi por completo.

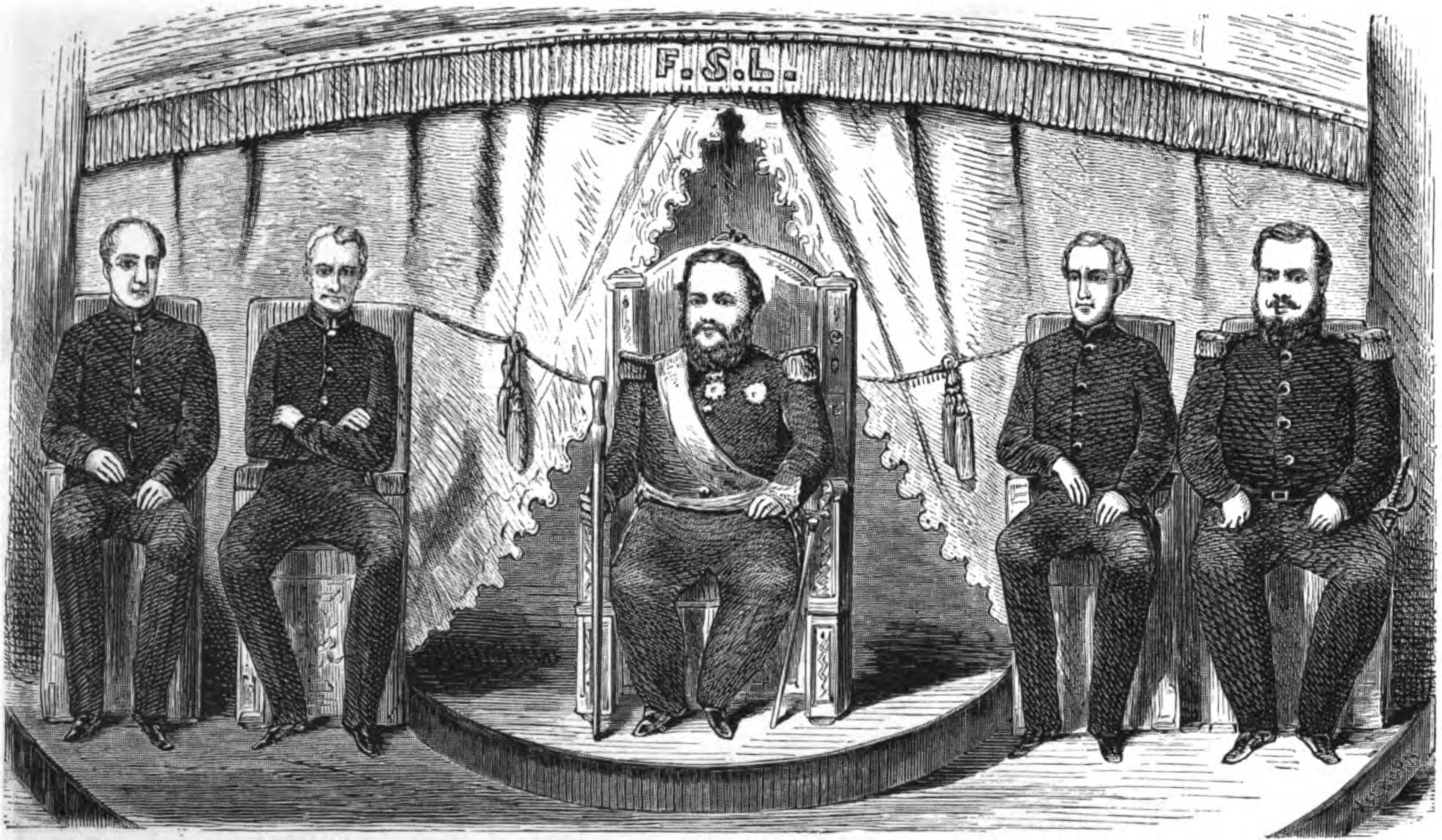
El Trono: López y su Gabinete (desde la izquierda a la derecha: González, Sánchez, López, Berges y Venancio López).

A principios de 1865, Berges solicitó al presidente Mitre autorización para que fuerzas paraguayas atravesaran territorio de la provincia de Corrientes para atacar al Brasil e ingresar en territorio del Estado Oriental del Uruguay donde el gobierno ya había sido derrocado. Aducía a favor de su solicitud que la Argentina había permitido al Brasil utilizar los ríos interiores de ese país para operaciones brasileñas. La respuesta negativa de Mitre fue contestada con la declaración oficial de guerra de parte del Paraguay a la República Argentina en el mes de abril. No obstante, la comunicación oficial al gobierno argentino atravesó complicadas peripecias, entre las cuales se contó que el representante paraguayo en Buenos Aires se dedicó antes a operaciones financieras en beneficio de su gobierno y del propio Berges. Mitre no se enteró oficialmente – aunque sí extraoficialmente  – de la declaración de guerra hasta ya producida la invasión paraguaya de Corrientes, que inició la Guerra de la Triple Alianza.

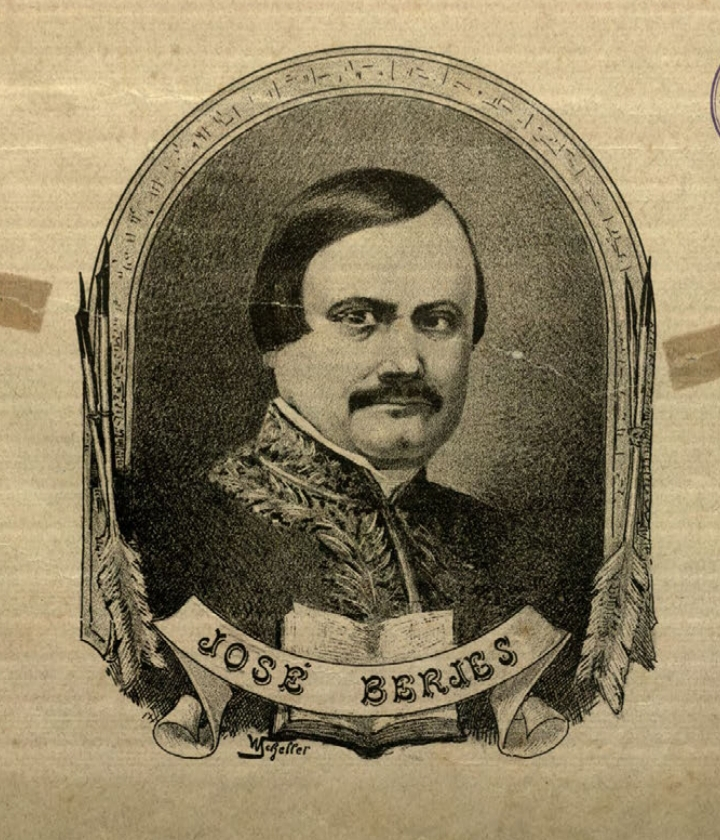
José Berges (La Ilustración Paraguaya, 1888).

Durante el curso de la guerra, Berges se esforzó por convencer a las potencias europeas de la razón que asistía al Paraguay en la Guerra. Pero, aislado del mar por el bloqueo del río Paraná, sólo lograba establecer comunicaciones esporádicas con sus embajadores en Europa y los Estados Unidos a través de algunos representantes de esos países en Asunción. Pese a que el Paraguay contó con la simpatía de muchos gobiernos hispanoamericanos y de numerosos intelectuales y dirigentes políticos en la propia Argentina, nunca logró recibir ayuda externa de ningún tipo a lo largo de la guerra.
Al terminar la etapa más larga y complicada de la Guerra, la Campaña de Humaitá, el presidente López comenzó a desconfiar de casi todos sus colaboradores, la mayor parte de los cuales fueron arrestados y acusados de traición. Uno de ellos fue Berges, que fue llevado prisionero a la localidad de Villeta, junto a las dos principales posiciones fortificadas de López, las de Angostura y Lomas Valentinas.
El 21 de diciembre de 1868, al iniciarse la primera fase del ataque aliado a esas posiciones en la Batalla de Lomas Valentinas, varios prisioneros fueron fusilados, entre ellos el obispo de Asunción, Manuel Antonio Palacios, el cuñado del presidente, y Berges.